# Trofeo Binda 2024
Trofeo Binda 2024 – mit vollem Namen 25° Trofeo Binda Comune di Cittiglio – war ein Straßenrennen für Frauen. Es fand am 17. März statt und war Teil der UCI Women’s WorldTour 2024.

## Teilnehmende Mannschaften
| UCI Women's WorldTeams (12)- AG Insurance-Soudal Team - Canyon-SRAM Racing - FDJ-Suez - Fenix-Deceuninck - Human Powered Health - Lidl-Trek - Liv AlUla Jayco - Movistar Team - Roland - Team DSM-Firmenich PostNL - SD Worx-Protime - UAE Team ADQ UCI Women's Continental Teams (11)- Aromitalia-3T-Vaiano - A.S.D. K2 Women Team - Bepink-Bongioanni - BTC City Ljubljana Zhiraf Ambedo - Cofidis - EF Education-Cannondale - Eneicat-CMTeam - Isolmant-Premac-Vittoria - Laboral Kutxa-Fundacion Euskadi - Team Mendelspeck Ge-Man - Top Girls Fassa Bortolo |
| |

## Streckenführung
Der Start erfolgte in Maccagno am Ufer des Lago Maggiore. Nach einer Anfahrt durchs Val Travaglia wurde bei Brinzio der höchste Punkt des Parcours erreicht. Der finale Rundkurs um Cittiglio wurde fünfmal befahren und enthielt die Steigungen von Casale und Orino. Der Parcours war damit sehr ähnlich zum Vorjahr; im Vergleich zu 2023 wurde zu Beginn eine Schleife im Val Travaglia ausgelassen und dafür die Schlussrunde einmal mehr befahren.

## Rennverlauf
Diverse Ausreißversuche im Laufe des Rennens wurden immer wieder eingeholt, während sich das Hauptfeld auf den wiederholten Anstiegen immer weiter ausdünnte. Eine 25 Fahrerinnen umfassende Gruppe kam schließlich Richtung Ziel in Cittiglio, wo eine letzte Attacke von Mareille Meijering unter der Flamme rouge beendet wurde. Im Sprint schlug Elisa Balsamo die amtierende Weltmeisterin Lotte Kopecky.
| \| Gesamtwertung \| Gesamtwertung \| Gesamtwertung \| Gesamtwertung \| Gesamtwertung \| \| Fahrerin \| Fahrerin \| Land \| Team \| Zeit \| \| ------------- \| ------------------ \| ---------------------- \| ------------------------- \| --------------- \| \| 1. \| Elisa Balsamo \| Italien \| Lidl-Trek \| 3 h 40 min 09 s \| \| 2. \| Lotte Kopecky \| Belgien \| SD Worx-Protime \| + 0 s \| \| 3. \| Puck Pieterse \| Niederlande \| Fenix-Deceuninck \| + 1 s \| \| 4. \| Soraya Paladin \| Italien \| Canyon-SRAM Racing \| + 1 s \| \| 5. \| Pfeiffer Georgi \| Vereinigtes Königreich \| Team dsm-firmenich PostNL \| + 1 s \| \| 6. \| Karlijn Swinkels \| Niederlande \| UAE Team ADQ \| + 1 s \| \| 7. \| Olivia Baril \| Kanada \| Movistar Team \| + 1 s \| \| 8. \| Silvia Persico \| Italien \| UAE Team ADQ \| + 1 s \| \| 9. \| Évita Muzic \| Frankreich \| FDJ-Suez \| + 1 s \| \| 10. \| Niamh Fisher-Black \| Neuseeland \| SD Worx-Protime \| + 1 s \| |                    |                        |                           |                 |
| |                    |                        |                           |                 |
| Quelle: ProCyclingStats |                    |                        |                           |                 |
| Gesamtwertung |                    |                        |                           |                 |
| Fahrerin | Fahrerin           | Land                   | Team                      | Zeit            |
| 1. | Elisa Balsamo      | Italien                | Lidl-Trek                 | 3 h 40 min 09 s |
| 2. | Lotte Kopecky      | Belgien                | SD Worx-Protime           | + 0 s           |
| 3. | Puck Pieterse      | Niederlande            | Fenix-Deceuninck          | + 1 s           |
| 4. | Soraya Paladin     | Italien                | Canyon-SRAM Racing        | + 1 s           |
| 5. | Pfeiffer Georgi    | Vereinigtes Königreich | Team dsm-firmenich PostNL | + 1 s           |
| 6. | Karlijn Swinkels   | Niederlande            | UAE Team ADQ              | + 1 s           |
| 7. | Olivia Baril       | Kanada                 | Movistar Team             | + 1 s           |
| 8. | Silvia Persico     | Italien                | UAE Team ADQ              | + 1 s           |
| 9. | Évita Muzic        | Frankreich             | FDJ-Suez                  | + 1 s           |
| 10. | Niamh Fisher-Black | Neuseeland             | SD Worx-Protime           | + 1 s           |